# NGC 243
NGC 243 là một thiên hà dạng hạt đậu nằm trong chòm sao Tiên Nữ. Nó được phát hiện vào ngày 18 tháng 10 năm 1881 bởi Édouard Stephan.